# Viện Harvard-Yenching

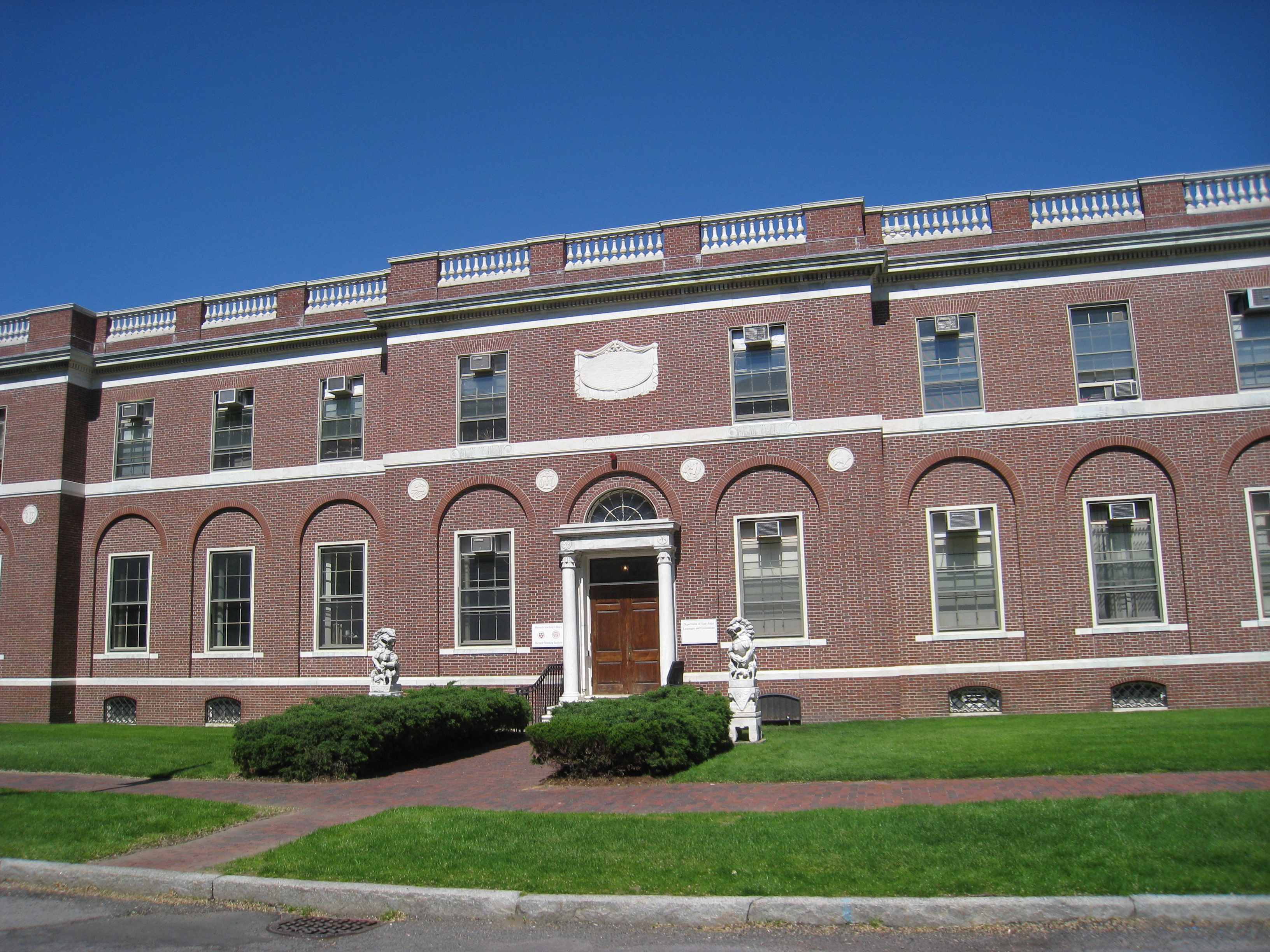
Viện Harvard-Yên Kinh

 Viện Harvard-Yên Kinh (tiếng Anh: Harvard-Yenching Institute, viết tắt là HYI) là một tổ chức độc lập nhằm thúc đẩy giáo dục bậc cao ở Châu Á trong lĩnh vực khoa học xã hội và nhân văn, đặc biệt chú trọng đến việc nghiên cứu văn hóa Châu Á. Nó có quan hệ chặt chẽ với Đại học Harvard và Đại học Yên Kinh (hiện đã giải thể), và các văn phòng của viện cũng nằm trong khuôn viên Đại học Harvard ở Cambridge, tiểu bang Massachusetts. Tuy nhiên, Học viện Harvard–Yên Kinh hoàn toàn độc lập và không phải là một phần của Đại học Harvard.

## Chương trình Nghiên cứu sinh
Viện Harvard–Yên Kinh có một số chương trình học bổng nghiên cứu sinh dành cho các học giả từ Châu Á để thực hiện nghiên cứu tại Đại học Harvard, tham gia vào các chương trình đào tạo đặc biệt, hoặc theo học cao học tại Harvard cũng như các trường đại học khác ở Hoa Kỳ và nước ngoài. Các chương trình nghiên cứu sinh bao gồm:
- Chương trình Liên kết
- Chương trình Điều phối Nghiên cứu
- Học bổng chung của Viện Harvard–Yenching và Đại học Quốc gia Singapore
- Chương trinh Nghiên cứu khu vực Đông Á
- Các chương trinh Huấn luyện
- Chương trình Học giả thỉnh giảng (Visiting Scholar)
- Chương trình Nghiên cứu sinh thỉnh giảng (Visiting Fellow)

Bộ trưởng Giáo dục Việt Nam Nguyễn Kim Sơn từng nhận học bổng nghiên cứu sinh thỉnh giảng (visiting scholar) về chủ đề Tư tưởng Nho giáo Việt Nam tại học viện này từ năm 2007 đến 2008.